# Paper Wheat
Paper Wheat (Papier de blé) est le titre d'une pièce de théâtre documentaire et d'un film sur la formation des coopératives céréalières au Canada et le développement du mouvement coopératif sur les Prairies canadiennes.
Jouée pour la première fois à Sintaluta, dans la province de Saskatchewan, le 18 mai 1977, la pièce a par la suite été jouée devant des salles combles partout dans la province et le reste de la nation canadienne.
Papier de blé a été un exemple de théâtre documentaire, joué par les membres de compagnies itinérantes pour les communautés locales, permettant au passage de recueillir des anecdotes sur l'histoire de la Saskatchewan.

## Film
Une version de la pièce a été adaptée et filmée par l'Office national du film du Canada, via le cinéaste Albert Kish (en).